# Leichtathletik-Europameisterschaften 1994/Speerwurf der Frauen

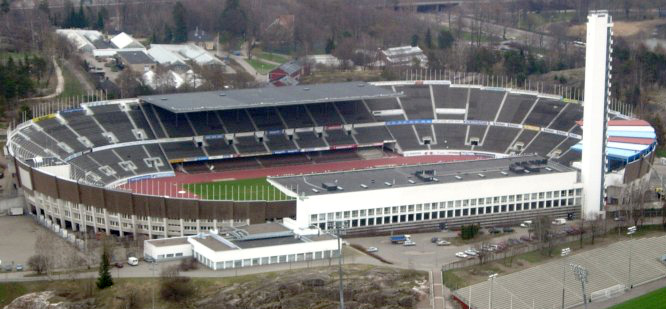
Das Olympiastadion von Helsinki im Jahr 2005

Der Speerwurf der Frauen bei den Leichtathletik-Europameisterschaften 1994 wurde am 10. und 11. August 1994 im Olympiastadion der finnischen Hauptstadt Helsinki ausgetragen.
Europameisterin wurde die amtierende Weltmeisterin Trine Hattestad aus Norwegen.
Die deutsche EM-Zweite von 1990, Olympiadritte von 1992 und Vizeweltmeisterin von 1993 Karen Forkel errang die Silbermedaille.
Auf den dritten Platz kam die Rumänin Felicia Țilea.

## Bestehende Rekorde
| Weltrekord           | 80,00 m | Petra Felke      | Potsdam, DDR (heute Deutschland) | 9. September 1988 |
| Europarekord         | 80,00 m | Petra Felke      | Potsdam, DDR (heute Deutschland) | 9. September 1988 |
| Meisterschaftsrekord | 77,44 m | Fatima Whitbread | EM Stuttgart, BR Deutschland     | 29. August 1986   |

Der bestehende EM-Rekord wurde bei diesen Europameisterschaften nicht erreicht. Die größte Weite erzielte die norwegische Europameisterin Trine Hattestad im Finale mit 68,00 m im sechsten Versuch, womit sie 9,44 m unter dem Rekord blieb. Zum Welt- und Europarekord fehlten ihr zwölf Meter.

## Qualifikation
11. August 1994
22 Wettbewerberinnen traten in zwei Gruppen zur Qualifikationsrunde an. Drei von ihnen (hellblau unterlegt) übertrafen die Qualifikationsweite für den direkten Finaleinzug von 61,00 m. Damit war die Mindestzahl von zwölf Finalteilnehmerinnen nicht erreicht. Das Finalfeld wurde mit den neun nächstplatzierten Sportlerinnen (hellgrün unterlegt) auf zwölf Werferinnen aufgefüllt. So reichten für die Finalteilnahme schließlich 55,66 m.

### Gruppe A
| Platz | Name                 | Nation         | Weite (m) |
| ----- | -------------------- | -------------- | --------- |
| 1     | Karen Forkel         | Deutschland    | 64,28     |
| 2     | Felicia Țilea        | Rumänien       | 62,84     |
| 3     | Claudia Isăilă       | Rumänien       | 60,16     |
| 4     | Jette Jeppesen       | Dänemark       | 59,64     |
| 5     | Antoaneta Selenska   | Bulgarien      | 59,26     |
| 6     | Kinga Zsigmond       | Ungarn         | 58,18     |
| 7     | Silke Gast           | Deutschland    | 56,80     |
| 8     | Nadine Auzei         | Frankreich     | 55,12     |
| 9     | Natallja Schykalenka | Belarus        | 55,08     |
| 10    | Shelley Holroyd      | Großbritannien | 51,26     |
| 11    | Mirela Manjani       | Albanien       | 49,96     |

### Gruppe B

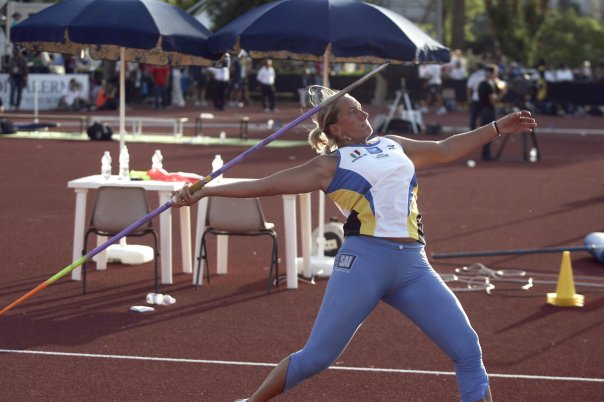
Mit ihren 53,10 m schied Claudia Coslovich in der Qualifikation aus

| Platz | Name               | Nation         | Weite (m) |
| ----- | ------------------ | -------------- | --------- |
| 1     | Trine Hattestad    | Norwegen       | 64,46     |
| 2     | Rita Ramanauskaitė | Litauen        | 57,34     |
| 3     | Tanja Damaske      | Deutschland    | 56,14     |
| 4     | Nathalie Teppe     | Frankreich     | 55,72     |
| 5     | Taina Uppa         | Finnland       | 55,66     |
| 6     | Jekaterina Iwakina | Russland       | 54,86     |
| 7     | Mikaela Ingberg    | Finnland       | 54,26     |
| 8     | Sharon Gibson      | Großbritannien | 53,82     |
| 9     | Päivi Alafrantti   | Finnland       | 53,28     |
| 10    | Claudia Coslovich  | Italien        | 53,10     |
| 11    | Martine Bègue      | Frankreich     | 53,06     |

## Legende
| x | ungültig |

## Finale

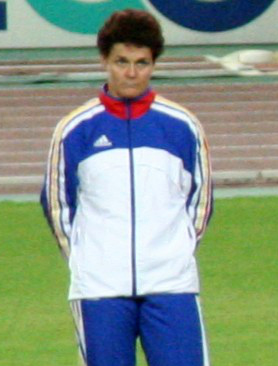
Bronzemedaillengewinnerin Felicia Țilea
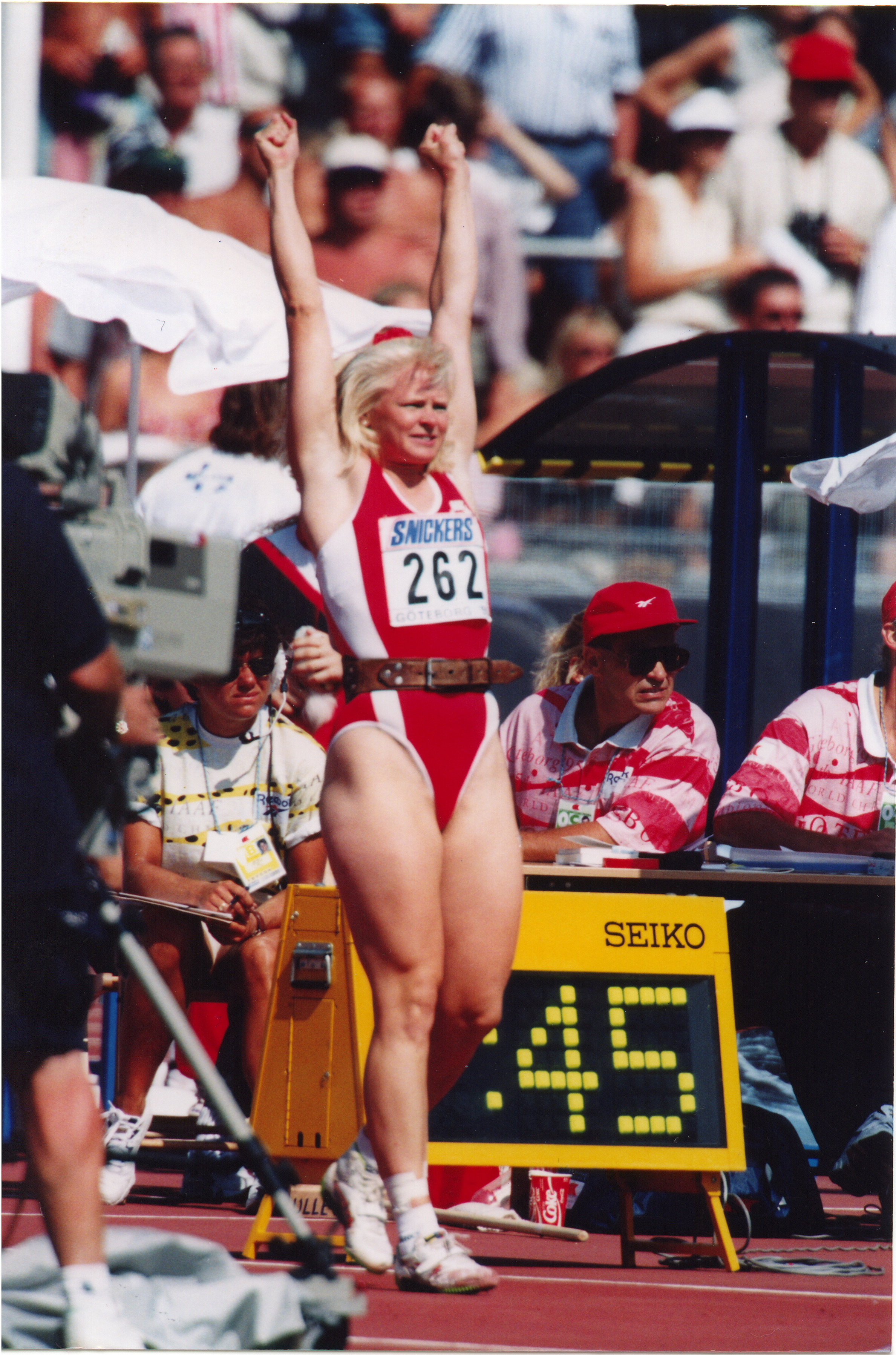
Jette Jeppesen wurde Zwölfte in diesem Finale

12. August 1994
| Platz | Name               | Nation      | Weite (m) | Versuchsserie der Medaillengewinnerinnen (m) | Versuchsserie der Medaillengewinnerinnen (m) | Versuchsserie der Medaillengewinnerinnen (m) | Versuchsserie der Medaillengewinnerinnen (m) | Versuchsserie der Medaillengewinnerinnen (m) | Versuchsserie der Medaillengewinnerinnen (m) |
| Platz | Name               | Nation      | Weite (m) | 1. Versuch                                   | 2. Versuch                                   | 3. Versuch                                   | 4. Versuch                                   | 5. Versuch                                   | 6. Versuch                                   |
| ----- | ------------------ | ----------- | --------- | -------------------------------------------- | -------------------------------------------- | -------------------------------------------- | -------------------------------------------- | -------------------------------------------- | -------------------------------------------- |
| 1     | Trine Hattestad    | Norwegen    | 68,00     | 65,18                                        | 63,66                                        | 66,42                                        | 65,12                                        | x                                            | 68,00                                        |
| 2     | Karen Forkel       | Deutschland | 66,10     | 65,26                                        | 59,68                                        | x                                            | x                                            | 59,28                                        | 66,10                                        |
| 3     | Felicia Țilea      | Rumänien    | 64,34     | 64,34                                        | 62,40                                        | x                                            | x                                            | 59,78                                        | x                                            |
| 4     | Silke Gast         | Deutschland | 62,90     |                                              |                                              |                                              |                                              |                                              |                                              |
| 5     | Rita Ramanauskaitė | Litauen     | 61,54     |                                              |                                              |                                              |                                              |                                              |                                              |
| 6     | Tanja Damaske      | Deutschland | 61,32     |                                              |                                              |                                              |                                              |                                              |                                              |
| 7     | Kinga Zsigmond     | Ungarn      | 59,74     |                                              |                                              |                                              |                                              |                                              |                                              |
| 8     | Antoaneta Selenska | Bulgarien   | 57,76     |                                              |                                              |                                              |                                              |                                              |                                              |
| 9     | Nathalie Teppe     | Frankreich  | 57,52     |                                              |                                              |                                              |                                              |                                              |                                              |
| 10    | Taina Uppa         | Finnland    | 57,20     |                                              |                                              |                                              |                                              |                                              |                                              |
| 11    | Claudia Isăilă     | Rumänien    | 56,92     |                                              |                                              |                                              |                                              |                                              |                                              |
| 12    | Jette Jeppesen     | Dänemark    | 56,06     |                                              |                                              |                                              |                                              |                                              |                                              |

## Videolinks
- 5009 European Track & Field Javelin Women Trine Hattestad, youtube.com, abgerufen am 4. Januar 2023
- 5004 European Track & Field Javelin Women Trine Hattestad, youtube.com, abgerufen am 4. Januar 2023